# Ça ira (chanson)
Pour les articles homonymes, voir Ça ira (homonymie).
Singles de Joyce Jonathan
Tant pis
(2011) Caractère
(2013)
Pistes de Caractère
La diluvienne Quand tu me prends la main
Ça ira est une chanson française composée par Fabien Nataf et interprétée par Joyce Jonathan en 2013.
La chanson est extraite de l'album Caractère, paru le 10 juin 2013.

## Analyse de la chanson
Les paroles évoquent une jeune femme qui a récemment rencontré un jeune homme dont elle vient de tomber amoureuse ; elle rêve de leur amour futur.
Un vers (« que tu empruntes aux plus beaux monuments ») fait référence à un vers du poème La Beauté des Fleurs du mal de Charles Baudelaire ("Que j'ai l'air d'emprunter aux plus fiers monuments"). Musique inspirée de "Bad Day" de Daniel Powter.

## Clip Vidéo
La chanson a été publiée sur YouTube en lyrics le 3 février 2013 et le clip officiel est sorti le 25 mars 2013. Le tournage a eu lieu le 8 mars 2013 à Los Angeles au Tasting Kitchen. Il a été réalisé par Manu Boyer.
Le vidéo-clip, montre une jeune femme (Joyce Jonathan) assise à une table de restaurant et rencontrant successivement une dizaine d'hommes et deux femmes dans des rencontres de type « speed dating ». Roselyne Bachelot fait une apparition dans le remake français publié en août 2013.

## Réception de la vidéo
La vidéo est considérée comme un succès. En effet, le clip a été vu 100 000 fois en moins d'une semaine et reçu plus de 10 000 visites par jour en moyenne.

## Classements des ventes
| Pays                 | Meilleure position | Ventes          |
| -------------------- | ------------------ | --------------- |
| France               | 16                 | France : 58 500 |
| Belgique francophone | 25                 |                 |